# Nationaal park Montanhas do Tumucumaque
Het nationaal park Montanhas do Tumucumaque (Portugees: Parque Nacional das Montanhas do Tumucumaque) beslaat het noordwestelijke deel van de Braziliaanse deelstaat Amapá en dankt zijn naam aan het hier gelegen Toemoek-Hoemakgebergte. Met een oppervlakte van 38.821 km² beslaat het ruim 27% van deze staat. Het is het grootste nationaal park van Brazilië en tevens het grootste gebied ter wereld waarin tropisch regenwoud wordt beschermd. Het sluit aan op het Nationaal Park Guyana in Frans-Guyana.  Montanhas do Tumucumaque werd gecreëerd op 23 augustus 2002 en vormt het hart van de biodiversiteitscorridor van Amapá.
Door de afwezigheid van wegen en de moeilijk navigeerbare rivieren is het gebied bijna ontoegankelijk en vrijwel onbewoond. Het heeft een grote ecologische waarde: de meeste diersoorten (voornamelijk vissen en watervogels) zijn endemisch. Gebaseerd op voorlopig wetenschappelijk onderzoek wordt het aantal primaatsoorten geschat op acht, het aantal hagedissoorten op 37 en het aantal vogelsoorten op 350. Verder vindt men er ook jaguars, zoetwaterschildpadden, harpijen, reuzenotters, luiaards en de zeldzame agoeti's.
In de taal van de Aparai- en Wayanavolkeren uit het noordoosten van het Amazonebekken betekent 'Tumucumaque': de rots op de berg die het gevecht van de sjamaan met de geesten symboliseert.
Abrolhos · 
Amazônia · 
Aparados da Serra · 
Araguaia · 
Araucárias · 
Boa Nova · 
Brasília · 
Cabo Orange · 
Campos Amazônicos · 
Campos Gerais · 
Caparaó · 
Catimbau · 
Cavernas do Peruaçu · 
Chapada das Mesas · 
Chapada Diamantina · 
Chapada dos Guimarães · 
Chapada dos Veadeiros · 
Descobrimento · 
Emas · 
Fernando de Noronha · 
Grande Sertão Veredas · 
Iguaçu · 
Ilha Grande · 
Itatiaia · 
Jamanxim · 
Jaú · 
Jericoacoara · 
Juruena · 
Lagoa do Peixe · 
Lençóis Maranhenses · 
Montanhas do Tumucumaque · 
Monte Pascoal · 
Monte Roraima · 
Nascentes do Rio Parnaíba · 
Pacaás Novos · 
Pantanal Matogrossense · 
Pau Brasil · 
Pico da Neblina · 
Pontões Capixabas · 
Restinga de Jurubatiba · 
Rio Novo · 
Saint-Hilaire/Lange · 
São Joaquim · 
Sempre Vivas · 
Serra da Bocaina · 
Serra da Bodoquena · 
Serra da Canastra · 
Serra da Capivara · 
Serra da Cutia · 
Serra da Mocidade · 
Serra das Confusões · 
Serra de Itabaiana · 
Serra do Cipó · 
Serra do Divisor · 
Serra do Itajaí · 
Serra do Pardo · 
Serra dos Órgãos · 
Serra Geral · 
Sete Cidades · 
Superagüi · 
Tijuca · 
Ubajara · 
Viruá